# Hochzeit mit Hindernissen (Raumschiff Enterprise – Das nächste Jahrhundert)
Hochzeit mit Hindernissen (Originaltitel: Cost Of Living) ist die 20. Folge der fünften Staffel der US-amerikanischen Science-Fiction-Fernsehserie Raumschiff Enterprise – Das nächste Jahrhundert. Sie wurde in den Vereinigten Staaten über Syndication vermarktet und erstmals am 20. April 1992 auf verschiedenen Fernsehsendern ausgestrahlt. In Deutschland war sie zum ersten Mal am 2. Mai 1994 in einer synchronisierten Fassung auf Sat.1 zu sehen.

## Handlung
Im Jahr 2368 bei Sternzeit 45733.6 fliegt die Enterprise zum Planeten Tessen III und zerstört dort einen Asteroiden, der sich auf Kollisionskurs befindet. Die Gefahr kann erfolgreich abgewehrt werden, doch von den Resten des Asteroiden löst sich ein seltsamer Staub und dringt unbemerkt in das Schiff ein. Sicherheitschef Worf hat derweil Schwierigkeiten bei der Erziehung seines Sohnes Alexander und bespricht diese mit Schiffsberaterin Deanna Troi. Diese empfiehlt, dass er und Alexander einen Vertrag aufsetzen, in dem sie ihre gegenseitigen Pflichten festlegen. Nach der Sitzung erfährt Troi, dass ihre Mutter Lwaxana überraschend zu Besuch kommt. Sie treffen sich in der Bar „Zehn Vorne“, wo Lwaxana ihr die Nachricht überbringt, dass sie wieder heiraten wird. Ihr Verlobter ist Campio, ein Minister von Kostolain. Allerdings hat Lwaxana ihn noch nie getroffen, sondern die beiden haben lediglich Persönlichkeitsprofile ausgetauscht. Die Hochzeit soll hier auf der Enterprise stattfinden.
Das Gespräch der beiden wird unterbrochen, als Worf und Alexander eintreten, die Schwierigkeiten bei dem Vertrag haben und um Deannas Hilfe bitten. Deanna stellt ihre Mutter vor. Die hält den Vertrag für eine alberne Idee, schließt aber Alexander sogleich in ihr Herz und nimmt ihn unter ihre Fittiche. Er vertraut ihr an, dass er es nicht mag, dass sein Vater so viele Regeln aufstellt. Lwaxana beschließt daher, ihm eine Pause vom Regeln einhalten zu gönnen, und besucht mit ihm ein Holodeck. Sie lädt ein Programm namens Parallax-Kolonie. Am Eingang werden sie von einem fliegenden Gesicht, einem sogenannten Windtänzer, begrüßt, der dafür sorgen soll, dass nur die eintreten, die frohen Geistes sind. In der Kolonie treffen sie auf einen Jongleur, einen Poeten und andere Künstler. Schließlich genießen sie ein Schlammbad.
Worf und Deanna machen sich auf die Suche nach Alexander und finden ihn im Holodeck. Deanna stellt ihre Mutter zur Rede, weshalb sie ihre Bemühungen untergräbt, das Verhältnis zwischen Worf und seinem Sohn zu verbessern. Weiterhin ist sie verwundert, dass Lwaxana die Hochzeit nach Campios Wünschen abhalten möchte. Sonst war sie immer stolz auf ihre betazoidischen Traditionen, die unter anderem vorsehen, dass bei einer Hochzeit alle Anwesenden nackt zu sein haben. Lwaxana erklart dies recht kurz damit, dass Campio kein Betazoid sei, dann weist sie ihre Tochter auf eine Fehlfunktion des Nahrungsreplikators hin. Chefingenieur La Forge und der zweite Offizier Data entdecken weitere Fehlfunktionen und untersuchen dies genauer. Schließlich stoßen sie auf einen seltsamen Schleim. Als sie Captain Picard informieren, kommt es zu einem Ausfall der Trägheitsdämpfer und mehrere Erschütterungen gehen durch das Schiff.
Lwaxanna Troi probiert ihr Hochzeitskleid an, zeigt sich damit aber nicht zufrieden. Sie erhält Besuch von Alexander, der sich entschuldigen möchte, weil er sie in Schwierigkeiten gebracht hat. Sie sprechen über die anstehende Hochzeit und Lwaxana versucht ihm zu erklären, dass man aus Liebe heiratet, wenn man jung ist, doch dass man im Alter Kompromisse eingehen muss.
Minister Campio kommt an Bord und wird begleitet von seinem Protokollchef Erko, der streng über die Einhaltung der Anstandsregeln wachen soll. Lwaxana ist von Erkos Anwesenheit wenig begeistert und nutzt einen unbeobachteten Moment, um erneut mit Alexander aufs Holodeck zu gehen. Dort gelangt sie zu der Einsicht, dass Campio wahrscheinlich niemals ein Schlammbad mit ihr nehmen würde. Lwaxana und Alexander müssen das Holodeck schon bald wieder verlassen, als auch hier Fehlfunktionen auftreten. La Forge und Data machen als Ursache Nitrium-Parasiten aus, die die Schiffssysteme zersetzen. Picard lässt sofort Kurs auf das Asteroidenfeld setzen, aus dem der zerstörte Asteroid gekommen war. Dieses scheint reich an Nitrium zu sein und Picard hofft, dass die Parasiten mit dieser Alternative von der Enterprise ablassen werden. Das Feld wird mit letzter Kraft erreicht und Data richtet einen Nitrium-Strahl auf den nächstgelegenen Asteroiden aus, um die Parasiten dorthin zu locken. Der Plan gelingt und die Schiffssysteme kehren in ihren Normalzustand zurück.
Nun kann die Hochzeit stattfinden, doch die Braut verspätet sich. Schließlich erscheint Lwaxana, doch sie hat sich entschieden, den betazoidischen Traditionen zu folgen, und ist komplett nackt. Campio und Erko lassen die Hochzeit platzen und reisen empört ab. Lwaxana nimmt das mit einem Schulterzucken zur Kenntnis und besucht gemeinsam mit Deanna, Worf und Alexander die Parallax-Kolonie auf dem Holodeck, wo sie alle ein Schlammbad nehmen.

## Verbindungen zu anderen Star-Trek-Produktionen
Laut Showrunner Michael Piller war die gemeinsame Sorge von Worf und Deanna Troi um Alexander als subtiler Hinweis gedacht, dass sich zwischen den beiden eine Beziehung anbahnt. Diese Idee wurde aber erst in der siebenten Staffel der Serie wieder aufgegriffen.

## Produktion

### Drehbuch
Peter Allan Fields war zunächst skeptisch gegenüber der Einfügung der Nebenhandlung um die Nitrium-Parasiten. Sie passte für ihn nicht zum Rest der Handlung. Er sah aber schließlich ein, dass die Folge auch ein Science-Fiction-Element enthalten musste, und zeigte sich zufrieden damit, dass die Geschichte um Lwaxana Troi und Alexander weiterhin die Haupthandlung blieb.

### Darsteller
Majel Barrett spielt in dieser Folge einerseits Lwaxana Troi und spricht andererseits die Computerstimme der Enterprise. Dies führt dazu, dass sie in einer Szene kurz mit sich selbst spricht.
Carel Struycken hat hier seinen letzten von fünf Auftritten als Lwaxana Trois Diener Mr. Homn. Er spielte später noch das Gespenst in Folge 2.23 (Das Ultimatum) von Star Trek: Raumschiff Voyager.
Für David Oliver war seine Rolle als junger Mann im Holodeck-Programm sein vorletzter Auftritt in einer Film- und Fernsehproduktion. Er starb im November 1992 im Alter von nur 30 Jahren an den Folgen einer AIDS-Erkrankung.
Albie Selznick, Darsteller des Jongleurs, übernahm später noch zwei Gastrollen in der Serie Star Trek: Raumschiff Voyager.
Christopher Halsted, Darsteller des ersten Lerners im Holodeck-Programm. spielte auch einen Jem’Hadar in der finalen Doppelfolge 7.25/26 (Das, was du zurücklässt) von Star Trek: Deep Space Nine.
Larry Hankin erhielt für seine Darstellung des holografischen Windtänzers keine Nennung in den Credits der Folge. Er drehte seine Szenen nicht während der Hauptdreharbeiten zu Hochzeit mit Hindernissen, sondern während der Produktion der übernächsten Folge Die imaginäre Freundin. Hankin spielte später auch den holografischen Billardspieler Gaunt Gary in drei Folgen von Star Trek: Raumschiff Voyager.

### Modelle
Bei dem Raumschiff, das Campio zur Enterprise bringt, handelt es sich um das wiederverwendete Modell des Pakled-Raumschiffs aus Folge 2.17 (Das Herz eines Captains) von Raumschiff Enterprise – Das nächste Jahrhundert.

## Rezeption
Die Folge wurde 1992 mit zwei Primetime Emmy Awards in den Kategorien „Beste Einzelleistung im Make-up für eine Serie“ und „Beste Einzelleistung im Kostümdesign für eine Serie“ ausgezeichnet. Die zweite Auszeichnung ging namentlich an Robert Blackman. Die Folge erhielt außerdem eine Nominierung für einen Primetime Emmy Award in der Kategorie „Beste Einzelleistung in der Frisur für eine Serie“.
Keith DeCandido bewertete Hochzeit mit Hindernissen 2012 auf tor.com als eine leicht unterdurchschnittliche Folge von Raumschiff Enterprise – Das nächste Jahrhundert. Die Haupthandlung fand er recht witzig und das Zusammenspiel von Lwaxana Troi und Alexander gelungen. Er empfand es jedoch als eine falsche Entscheidung, diese beiden Figuren ganz in den Fokus der Episode zu rücken. Die Figur Lwaxana Troi sei hier zwar gut geschrieben, aber lange nicht so gut wie in Folge 4.22 (Die Auflösung) und auch Alexander tauge nicht als Haupthandlungsträger. Die Science-Fiction-Nebenhandlung fand DeCandido sehr schwach, vor allem, da sie keinerlei Einfluss auf das Geschehen der Haupthandlung hat.
Guy Desmarais führte Hochzeit mit Hindernissen 2018 auf thegamer.com in einer Liste der 25 gruseligsten Star-Trek-Folgen auf Platz 21.